# كاترين ماكاولي
كاترين ماكاولي (بالإنجليزية: Catherine McAuley)‏ هي راهبة أيرلندية، ولدت في 29 سبتمبر 1778 في دبلن في جمهورية أيرلندا، وتوفي بنفس المكان في 11 نوفمبر 1841 بسبب سل.

## وصلات خارجية
- كاترين ماكاولي على موقع الموسوعة البريطانية (الإنجليزية)